# Yeniköy, Yumurtalık
Yeniköy là một xã thuộc huyện Yumurtalık, tỉnh Adana, Thổ Nhĩ Kỳ. Dân số thời điểm năm 2009 là 392 người.